# Liste der UNESCO Global Geoparks in Afrika

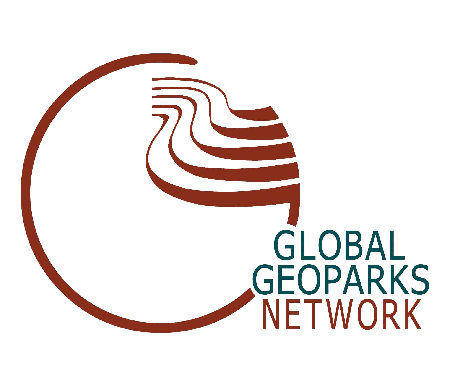
Logo des Global Geopark Network

Auf dieser Seite sind nach Staaten geordnet die Stätten in dem Kontinent Afrika aufgelistet, die von der UNESCO im Rahmen des International Geoscience and Geoparks Programme (IGGP) als UNESCO Global Geopark anerkannt wurden und somit Mitglieder des Global Geoparks Network sind.
Die Jahreszahl bezeichnet das Jahr der Anerkennung der Stätte als UNESCO Global Geopark. Jahreszahlen vor 2015 bedeuten, dass der Geopark in diesem Jahr als Mitglied des Global Geopark Network aufgenommen wurde, das 2015 in das IGGP integriert wurde und dessen Mitgliedern dann der Titel UNESCO Global Geopark verliehen wurde.

## Marokko
| Bild                         | Bezeichnung                         | Jahr | Fläche   | Anmerkungen                                    |
| ---------------------------- | ----------------------------------- | ---- | -------- | ---------------------------------------------- |
| Jbel M’Goun (weitere Bilder) | M’Goun UNESCO Global Geopark (Lage) | 2014 | 5730 km² | Geopark im Bergmassiv des Jbel M’Goun (UNESCO) |

## Spanien
| Bild                       | Bezeichnung                                                 | Jahr | Fläche   | Anmerkungen |
| -------------------------- | ----------------------------------------------------------- | ---- | -------- | --- |
| Satellitenbild von Chinijo | Lanzarote und Chinijo-Archipel UNESCO Global Geopark (Lage) | 2015 | 2500 km² | umfasst die Kanareninsel Lanzarote und das nördlich davon gelegene Chinijo-Archipel (UNESCO) |
| El Hierro (weitere Bilder) | El Hierro UNESCO Global Geopark (Lage)                      | 2014 | 595 km²  | Die westlichste und kleinste der Kanarischen Inseln und die jüngste der Entstehung nach. Der Geopark umfasst die gesamte Landfläche der Insel und ein etwa 312 km² großes Meeresgebiet um die Insel herum. (UNESCO) |

## Tansania
| Bild             | Bezeichnung                                    | Jahr | Fläche     | Anmerkungen |
| ---------------- | ---------------------------------------------- | ---- | ---------- | --- |
| Ol Doinyo Lengai | Ngorongoro Lengai UNESCO Global Geopark (Lage) | 2018 | 11.886 km² | Geopark in den Distrikten Ngorongoro, Karatu, und Monduli in der Region Arusha, umfasst das auch als UNESCO-Welterbe gelistete Schutzgebiet Ngorongoro, den Vulkan Ol Doinyo Lengai, der Olduvai-Schlucht und dem Ngorongoro-Krater (UNESCO) |